# Carrozza Tipo Y
Le carrozze Tipo Y sono le prime carrozze ferroviarie prodotte secondo uno standard di unificazione europeo.

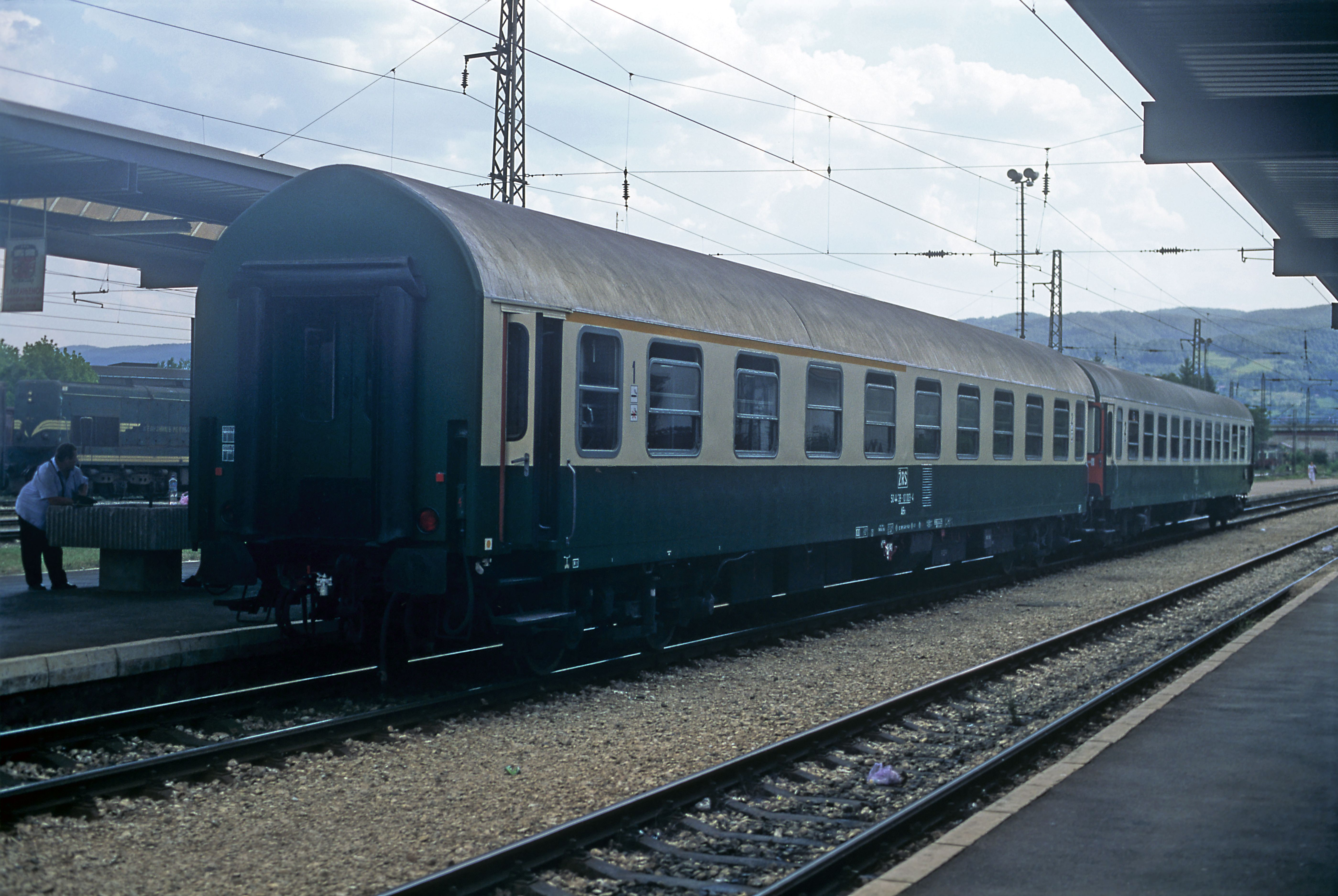

Possono essere considerate a tutti gli effetti le prime carrozze moderne prodotte per il mercato italiano. Nonostante si trattasse di un progetto ambizioso e di ampia portata, si concretizzò nell'acquisto da parte di Ferrovie dello Stato di sole 24 carrozze, acquisite in via sperimentale nel 1961 e poi passate all'esercizio di linea.
Per l'epoca furono carrozze estremamente innovative, sia per le dimensioni delle casse (che per la prima volta erano di misure stabilite da una normativa), sia per tutte le dotazioni che fecero la loro comparsa su questi mezzi. Tra le più importanti ricordiamo l'inserimento di una ritirata con lavabo per ogni carrozza, le porte di interconnessione scorrevoli e in alcuni casi in cristallo, l'impianto di illuminazione con lampade a fluorescenza.
Si sono dimostrate carrozze affidabili e resistenti: lo dimostra il fatto che sono rimaste in servizio fino a non molti anni fa, le unità di prima classe sono state aggiornate nel 1983 con il rifacimento degli impianti, le cuccette, rimaste a livello di prototipi, sono state trasformate invece in carrozze di servizio per i treni soccorso.
Il revamping le ha private del riscaldamento a vapore in favore di un impianto elettrico ad aria soffiata, e ha aggiornato le porte di salita alleggerendole e aggiungendo un terzo gradino.
Sono state prodotte in un numero di esemplari così ridotto perché si è preferito creare ex novo una nuova carrozza (la UIC-X) basandosi sull'esperienza acquisita e implementando una serie di nuovi dispositivi sviluppati in seguito all'entrata in servizio delle Tipo Y.
Le indicazioni costruttive nate con le Tipo Y sono ancora oggi uno standard, seppure aggiornato più volte nel tempo.

## Le serie
Complessivamente furono costruite 24 unità, di cui 20 di prima classe, e 4 prototipi con diversi allestimenti:
| Serie | Ordinazione | Quantità | Costruttore    | Consegna  | Marcatura       | Tipo                                       |
| ----- | ----------- | -------- | -------------- | --------- | --------------- | ------------------------------------------ |
| Az    | 1961        | 20       | FIAT           | 1963-1964 | Az 23.780 ÷ 799 | di prima classe                            |
| ABz   | 1962        | 1        | Breda          | 1963      | ABz 64.799      | mista di prima e seconda classe            |
| Bz    | 1962        | 1        | Breda          | 1963      | Bz 45.799       | di seconda classe                          |
| AcBcz | 1962        | 1        | IMAM-Pistoiesi | 1966      | AcBcz 64.499    | a cuccette mista di prima e seconda classe |
| Bcz   | 1962        | 1        | IMAM-Pistoiesi | 1966      | BCz 33.899      | a cuccette di seconda classe               |